# Kösener Corps in Österreich

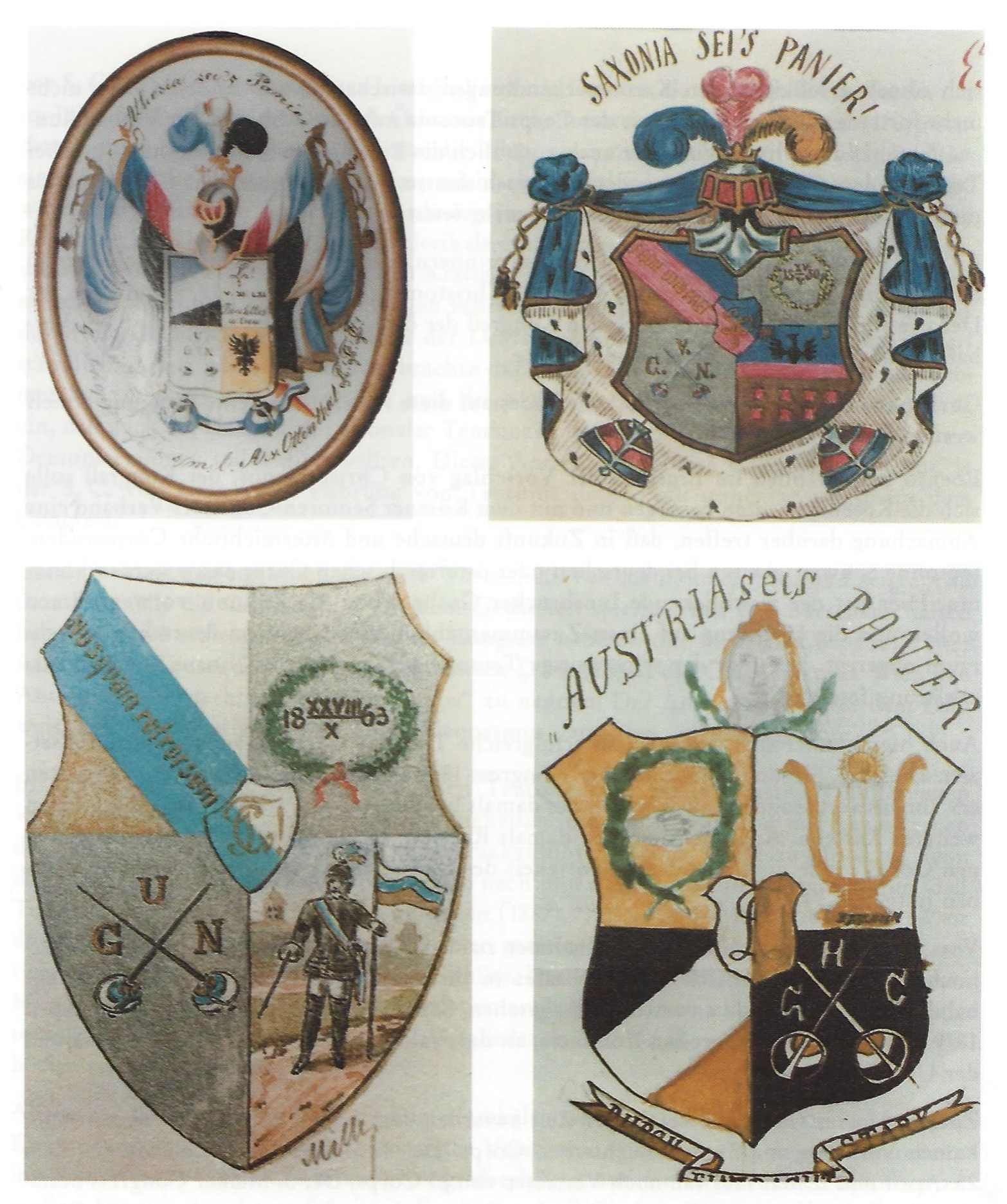
Blaues Kartell: Athesia, Saxonia Wien, Teutonia Graz, Austria Prag

Die Kösener Corps in Österreich kennen nicht die Trennung von akademischen und technischen Corps. Der Weinheimer Senioren-Convent ist in Österreich nicht vertreten. Die „deutschen Corps in Österreich“ sind über ihre Senioren-Convente (SC) Mitglieder des Kösener Senioren-Convents-Verbandes. 2018 gibt es in Österreich 6 SC mit 14 Kösener Corps.

## Geschichte
Im Vormärz waren Studentenverbindungen in Österreich-Ungarn verboten. Erst durch Ministerialerlaß vom 31. März 1848 war die Gründung von Korporationen möglich. Bereits mit der Disziplinarordnung für Universitäten vom 13. Oktober 1849, dessen § 11 lautete: Studentenverbindungen sind nicht gestattet, kehrten jedoch die alten Zustände wieder ein. Das Verbot wurde unterschiedlich stark durchgesetzt. So gab es im seinerzeit österreichischen Prag bis 1859 keinerlei studentische Korporationen, in Wien konnte das 1850 gestiftete Corps Saxonia Wien nur heimlich existieren. Erst nach der Schlacht von Solferino sah sich die Obrigkeit zum Nachgeben genötigt. Das erklärt zahlreiche Stiftungsdaten in den 1860er Jahren.

### Erste Corps
Vorreiter des Waffenstudententums in Österreich war das Grazer Corps Tartarus. Es wurde im Februar 1861 gestiftet und musste im November 1864 wegen Nachwuchsmangels suspendieren. Auch Herulia Wien wurde 1861 gestiftet. Sie war weder das erste Wiener noch das erste österreichische Corps; denn die 1858 als polytechnische Burschenschaft gegründete (blaue) Teutonia Wien hatte sich im Jahr zuvor zum Corps erklärt und als pennales Corps gab es Cheruscia Graz bereits 1858. Unter den erloschenen Corps konkurrieren in der Anciennität noch Teutonia Wien (Corps 1860) und Teutonia II zu Innsbruck (1848). Älter als Herulia ist auch Rugia Prag. Zeitweise rekrutierten die Corps den Nachwuchs aus bestimmten Gegenden, so Athesia aus Südtirol, Saxonia Wien aus Siebenbürgen und Posonia aus Kärnten. In Graz gab es vier, in Innsbruck zwei und in Wien neun Corps. Sie suspendierten nach wenigen Jahren, 13 noch in den 1860er Jahren. Zwei Wiener Corps wurden erst in den 1870er Jahren gestiftet. Amelungia suspendierte 1893, Borussia (die einzige in Österreich!) 1873 nach nur einem Jahr. Die Corpserklärung der älteren Saxonia Wien erfolgte erst 1866, als Preußen in der Schlacht von Königgrätz gesiegt und den Deutschen Bund unter Österreichs Führung aufgelöst hatte. Zusammenschlüsse von Verbindungen gab es bereits früher, z. B. Die vereinigten akademischen Verbindungen Wiens von 1862/63. Zu diesem Verband gehörten Danubia, Germania, Saxonia, (rote) Teutonia, Hilaria und Moravia.

### Kleindeutscher Rückschlag

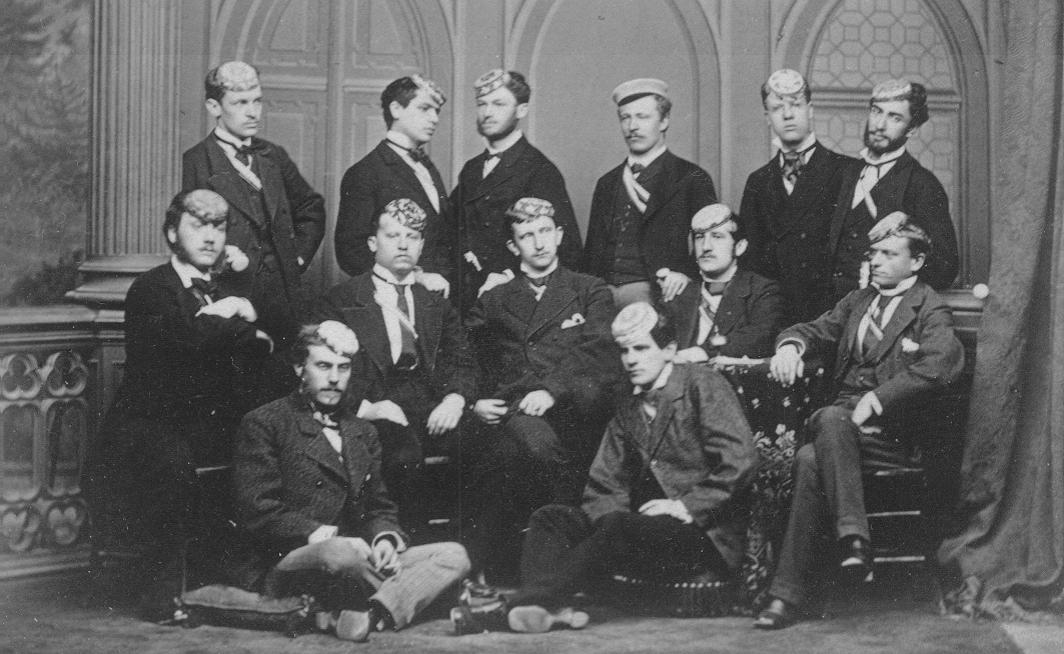
Linzer Deputierten-Convent (1877)

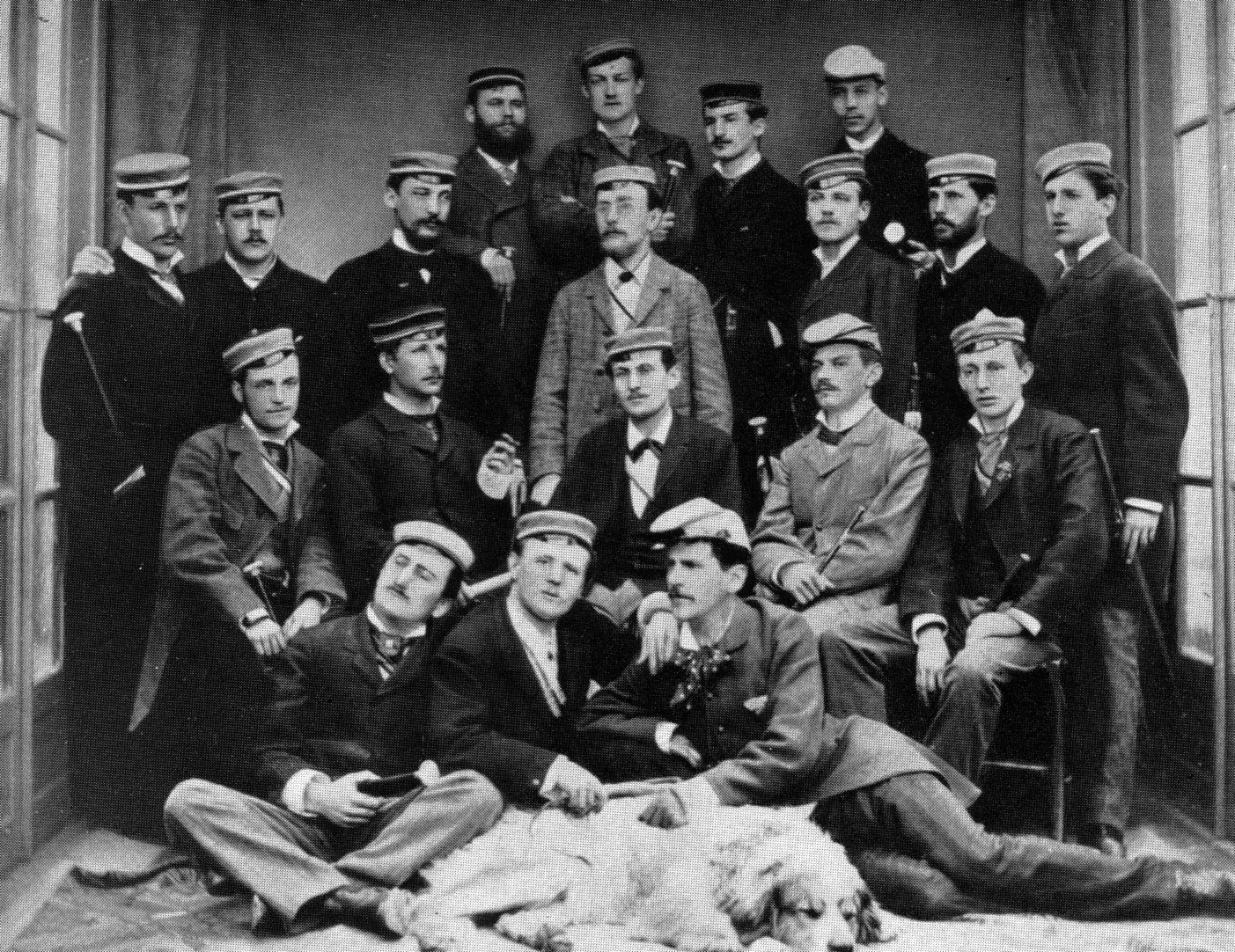
Melker Congress (1881)

1867 wurden die Kösener Aufnahmeanträge von Saxonia Wien und Teutonia Graz wohl deshalb abgelehnt, weil Corpsstudenten im Deutschen Krieg gegeneinander gekämpft hatten und die Mehrheit der deutschen Corps zur Kleindeutschen Lösung neigte.
Vom 15. bis 20. Dezember 1874 tagte in Linz eine Deputiertenversammlung von elf Corps. Ergebnis war die spontane Gründung des Verbands der Corps der österreichischen Hochschulen.  Der Verband tagte erneut vom 24. bis 30. März 1877 in Linz und wurde deswegen auch Linzer Deputierten-Convent genannt. Vertreten waren aus Brünn Marchia, aus Graz Joannea, Teutonia und Gothia, aus Innsbruck Rhaetia, Athesia und Gothia, aus Leoben Schacht und Montania, aus Prag Austria und Frankonia und aus Wien Alemannia. Dazu kamen aus Brünn Austria, aus Graz Norica, aus Prag Suevia, Constantia und Moldavia und aus Wien Saxonia, Danubia und Cimbria.
1878 trat der 1. Congress aller österreichischen Corps in Melk zusammen. 1879 kamen 26 Corps, darunter die drei Czernowitzer, zum 1. Congress der Corps der österreichischen Hochschulen in Melk. Vor allem Theodor Christomannos und Viktor Kaspar verhindern die Trennung von akademischen und technischen Corps wie in Deutschland. 1887 löste sich der Melker Congress auf; denn unter dem Einfluss von Georg von Schönerer wendete sich die zunehmend deutschnational und antisemitisch orientierte Jugend von den monarchisch-liberalen Corps mit ihren jüdischen Mitgliedern ab. Sie strömte zu den Burschenschaften und wehrhaften Vereinen, die u. a. im Waidhofener Verband zusammengeschlossen waren. Im Zuge des stärker werdenden Nationalitätenkampfes in Österreich-Ungarn wandten sich die ehemals internationalistischen Corps ebenfalls dem Deutschnationalismus zu und unterstützten auf Ebene der Ortsgruppen etwa den Deutschen Schulverein und den Verein Südmark.
Im Dreikaiserjahr zog der SC zu Innsbruck den vom Kösener Congress bereits genehmigten Aufnahmeantrag zurück. 1898 und 1901 wurden Gothia Innsbruck und Athesia als erste Corps in den KSCV aufgenommen. 1902 folgte Innsbruck als erster SC. 1914 beantragten Joannea, Vandalia Graz und Suevia Prag die Aufnahme in den KSCV. Rhaetia folgte erst 1919.

### Großdeutsche Lösung

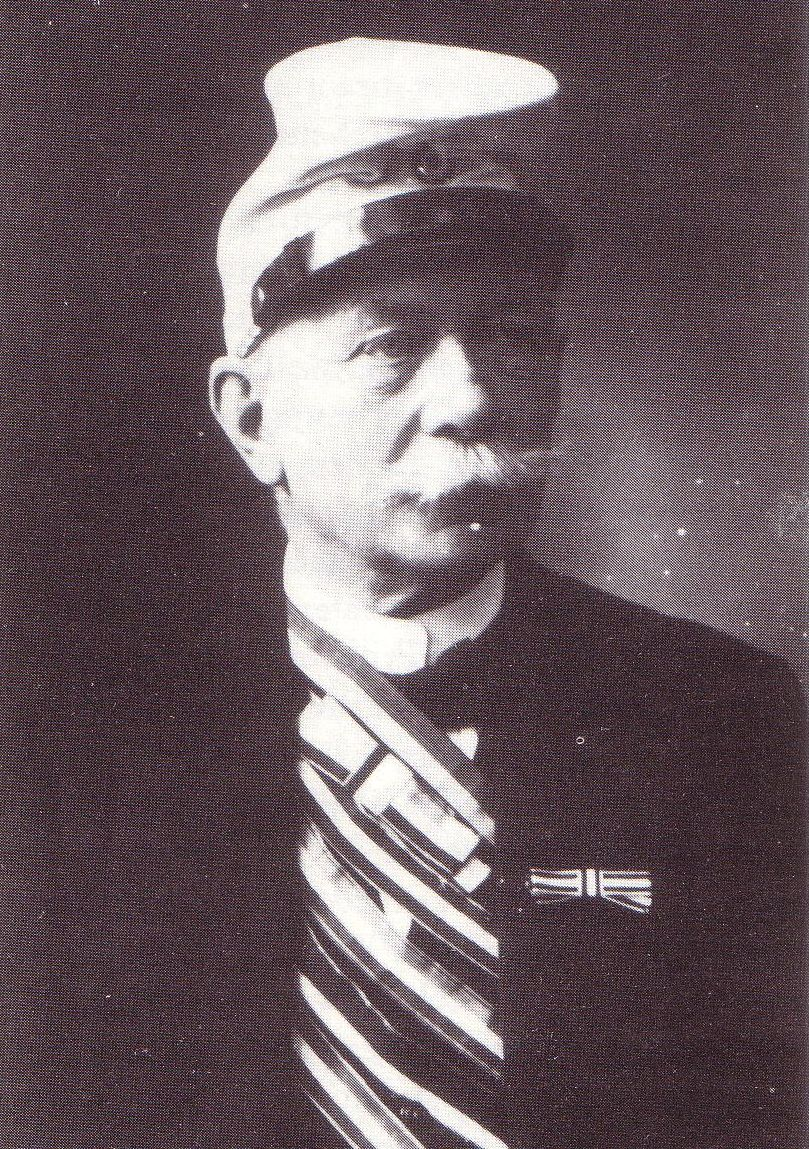
GeGe Winkel

Nach dem Ersten Weltkrieg erklärte die Nationalversammlung Deutschösterreich zum Bestandteil des Deutschen Reiches. Als die Triple-Entente-Mächte (vor allem Frankreich) diesen Beschluss hintertrieben, machte der KSCV seinen „kleindeutschen Fehler“ wieder gut: Er nahm die übrigen österreichischen, böhmischen und mährischen Corps auf. Ihre Wegbereiter waren Felix Busson (Joannea, Schacht), Alfred Wieser (Rhaetia, Austria Prag, Chattia Innsbruck, Frankonia Prag, Suevia Prag, Frankonia Brünn, Marchia Brünn) und Walther Hemmeter (Suevia München, Vandalia Graz, Alemannia Wien, Gothia). Ihr Kösener Fürsprecher war vor allem Gustav Gotthilf Winkel. Zum Dank erhielt er die Bänder von Rhaetia, Suevia Prag, Frankonia Brünn und Marchia Brünn.
Als amtierender Vorort des KSCV feierte der Münchner Senioren-Convent am 19. September 1919 auf dem Makarenhaus eine Begrüßungskneipe für die in den KSCV aufgenommenen österreichischen CC, d. h. für den SC zu Brünn (Austria, Frankonia, Marchia), Schacht Leoben (Montania rekonstituiert erst am 21. Oktober 1919), Austria-Prag zu Frankfurt a. M. und die Wiener Corps Alemannia, Posonia, Saxonia und Symposion. Vertreten waren mehr als 40 CC. Zuvor hatte Berchtold Makariae auf dem Haus des Corps Bavaria München (des amtierenden Vorort im KSCV) in seiner Eigenschaft als Vorsitzender der Vorortkommission für österreichische Angelegenheiten die Reception dieser neun CC in den KSCV vorgenommen. Abgesehen von 14 Makaren war die Teilnahme der Münchener Corps gering. Die Festrede hielt Alfons Sack Normanniae Berlin. Sein Manuskript ging verloren. Wie zur Zeit des Melker Congresses waren nun wieder alle österreichischen Corps in einem Dachverband vereinigt.
1922 wurde das im Jahr zuvor rekonstituierte Corps Frankonia Prag in den SC zu Prag und gleichzeitig in den KSCV durch Neustiftung rezipiert. 1923 erfolgte die Aufnahme der Corps Hansea und Cheruscia Wien. Ab diesem Jahr umfasste der KSCV 24 reichsdeutsche, 4 deutschösterreichische und 3 ausländische SC (Prag, Brünn, Zürich). Der Aufnahmeantrag der Czernowitzer Corps wurde 1926 abgelehnt. 1935 traten noch das Corps Erz und das Corps Hilaritas Wien den jeweiligen SC bei.

## Ständestaat
Über die Bedeutung der Corps im Ständestaat (Österreich) ist wenig bekannt. Nach dem Anschluss Österreichs am 12. März 1938 mussten sie wie die deutschen Corps suspendieren.

## Senioren-Convente

### Graz

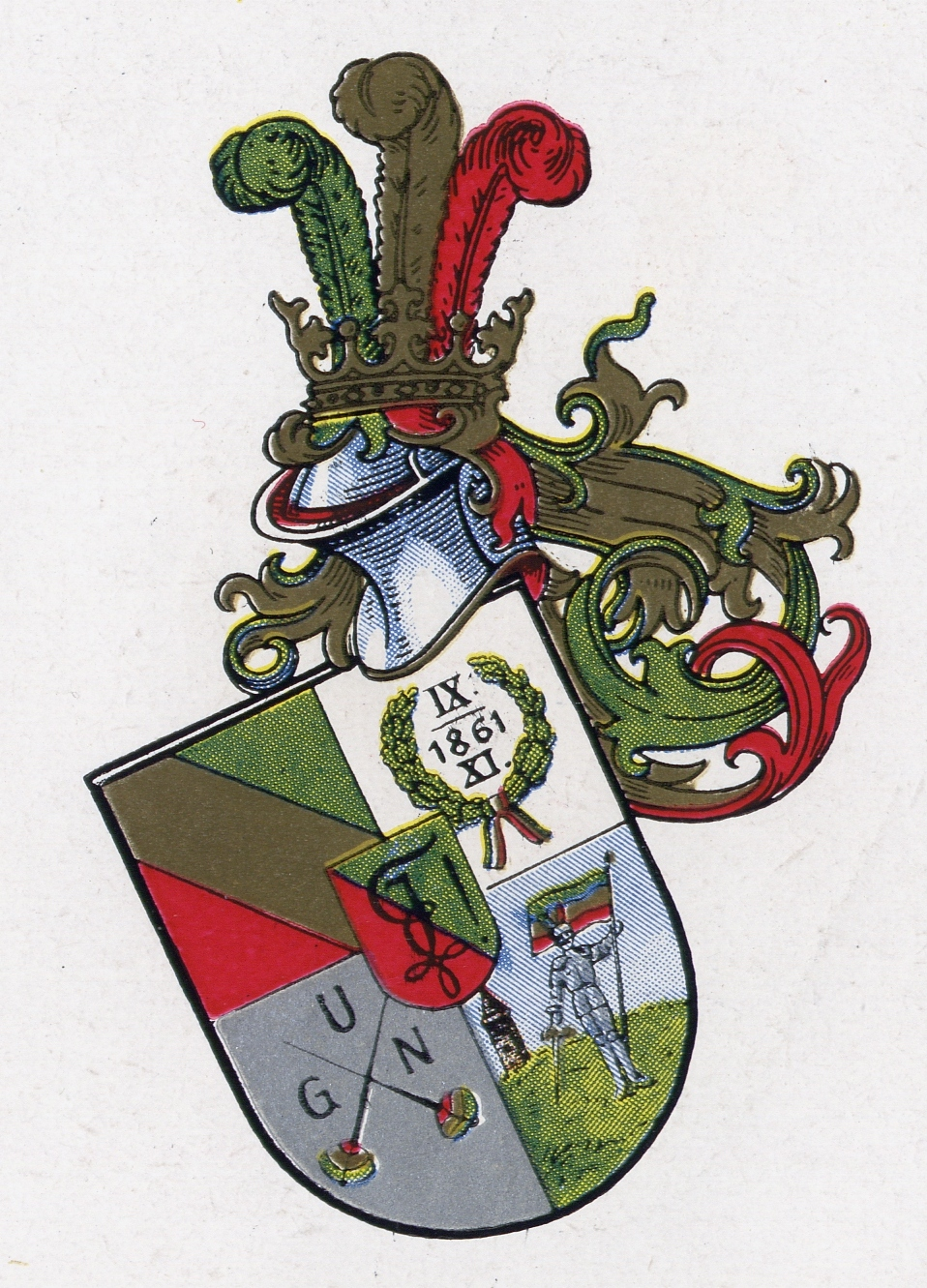
Joannea
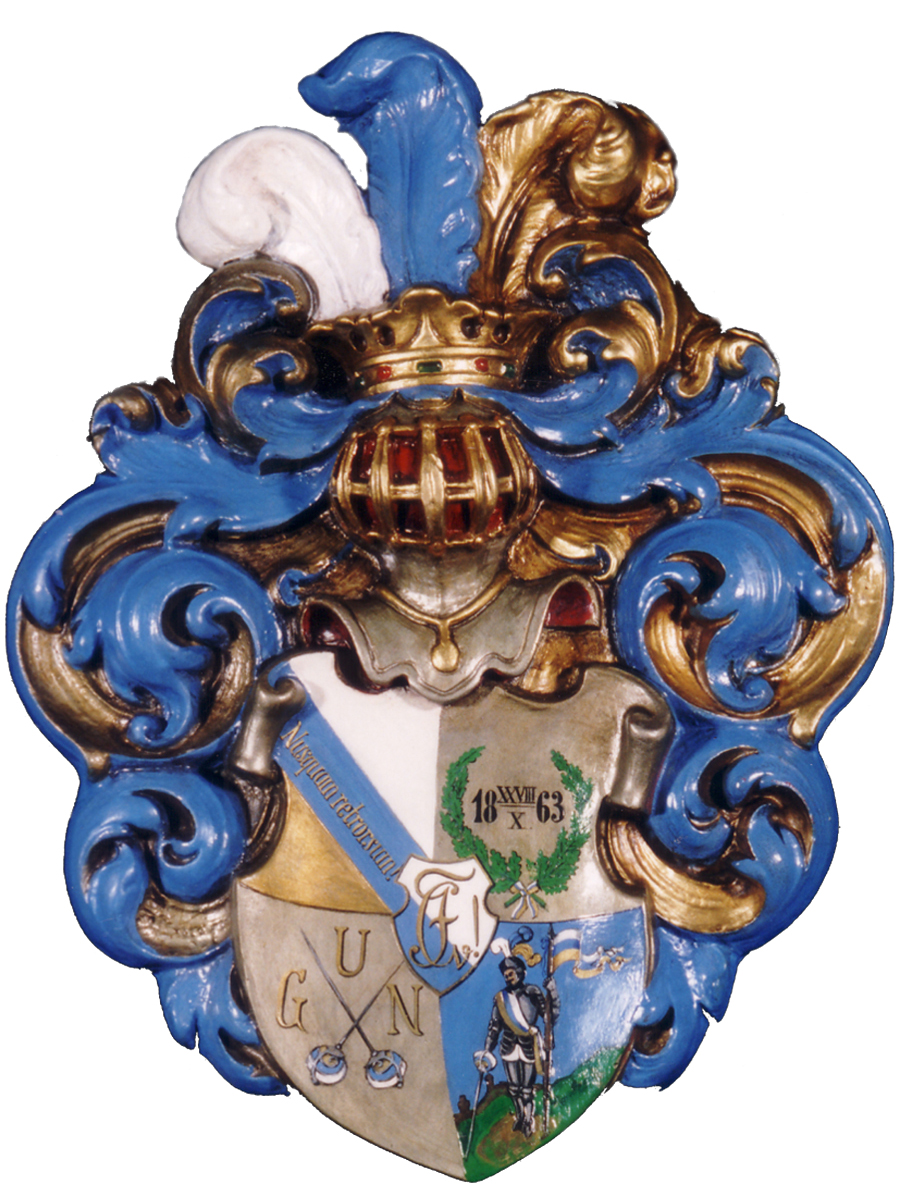
Teutonia
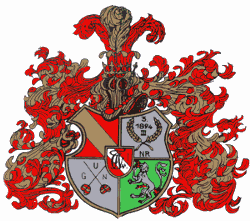
Vandalia
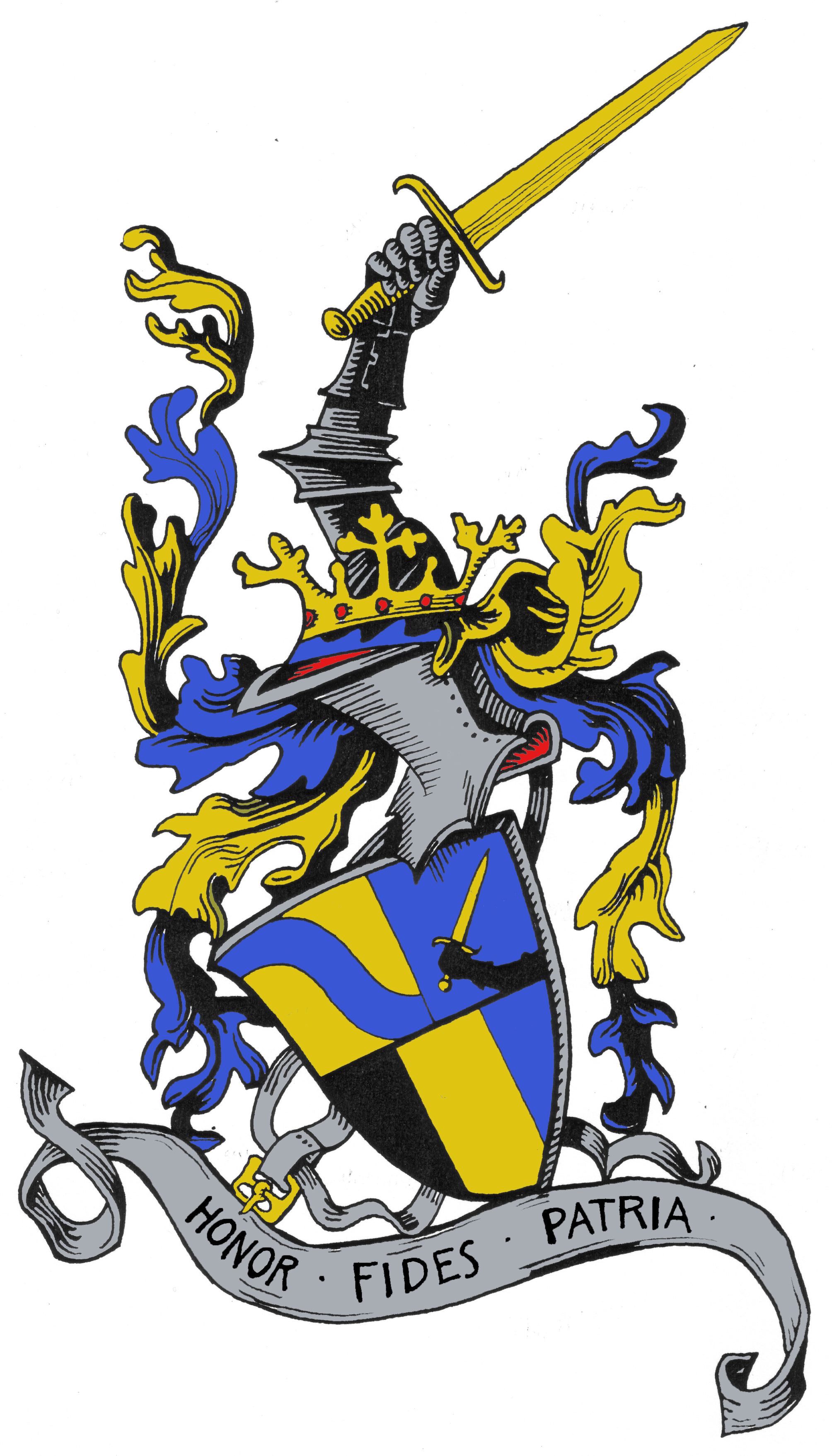
Danubia

Mit dem Anschluss schien die 80-jährige Geschichte des Grazer Senioren-Convents an ihr Ende gekommen zu sein. Nachdem die katholischen Verbindungen aufgelöst worden waren, wurde den wehrhaften Korporationen die Selbstauflösung nahegelegt. Zur feierlichen Bandniederlegung am 11. Juni 1938 eingeladen, zogen sie in einem Fackelzug an den beiden Hochschulen vorbei zum Grazer Landhaus. Im Hof legten sie Band und Mütze ab.

#### Vandalia
Mit Unterstützung von sechs Joanneern wurde Vandalia am 28. Februar 1894 gestiftet. Vom 13. März 1898 bis zum 13. Februar 1902 war sie im Hohensalzburger Senioren-Convent, vom 12. April bis zum 12. Juli 1902 im Senioren-Convent der Ostmark und vom 3. April 1909 bis zum 11. Februar 1911 im Dürnsteiner Senioren-Convents-Verband. Sie wurde am 5. Juni 1919 in den KSCV recipiert. Nach dessen Auflösung am 28. September 1935 blieben die „deutschen Corps in Österreich“ in der Arbeitsgemeinschaft der österreichischen Corps verbunden. Vandalia suspendierte vor dem Anschluss Österreichs am 7. Januar 1936. Ab 1938 betreute sie mit dem Corps Joannea, dem Corps Teutonia und der Landsmannschaft Viruna die Kameradschaft „Wilhelm Gustloff“. Im besetzten Nachkriegsösterreich wurde der Altherrenverein am 14. Juni 1952 reaktiviert. Vandalia rekonstituierte am 22. Oktober 1954. Vom 4. Oktober 1976 bis zum 28. Februar 1977 war sie suspendiert. Sie gehört zum schwarzen Kreis. Burghard Breitner, Jakob Fellin, Robert von Fleischhacker, Werner Lederle, Gerhard Luther, Andreas Mölzer, Wendelin Mölzer, Anton Steyrer, Karl von Terzaghi, Alois Wölfler, Wolfgang Zanger, Falk Zipperer und Hans von Zwiedineck-Südenhorst sind Grazer Vandalen.

#### Danubia
Von den legitimistischen Corps hat im KSCV nur Danubia Graz überdauert.

### Innsbruck

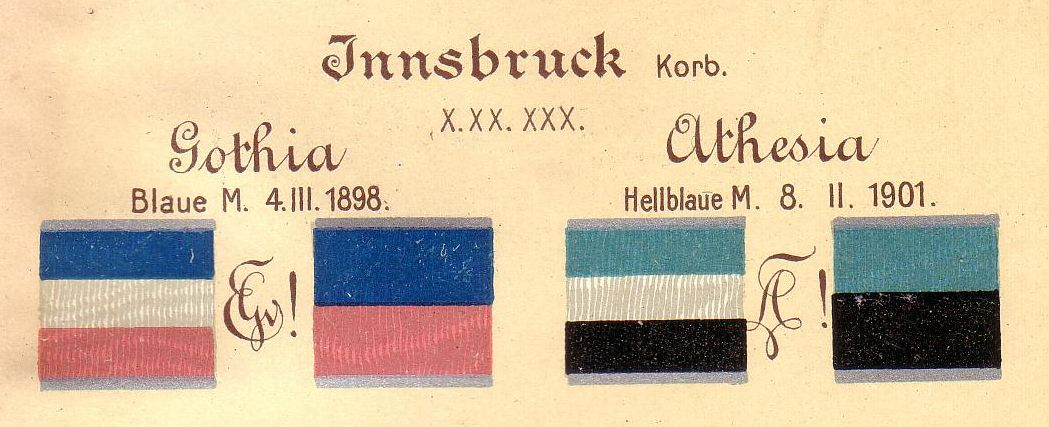
Der erste österreichische SC im KSCV

Rhaetia, Athesia und Chattia gründeten 1862 den SC zu Innsbruck. Dem KSCV traten Gothia 1898 und der SC 1902 bei. Rhaetia verlegte 2002 nach Augsburg. Dem Münchner Senioren-Convent angegliedert, ist Rhaetia das einzige österreichische Corps in Deutschland.

### Leoben
Montania I und Tauriscia gründeten 1862 den SC an der Montanuniversität Leoben. Mit Montania (1872) und Schacht (1874) wurde er erst nach dem Ersten Weltkrieg in den KSCV aufgenommen. 1935 kam das bis dato freie Corps Erz durch Beitritt zum SC hinzu.

### Linz
Seit 1980 SC zu Linz.

### Salzburg
Seit 1965 SC zu Salzburg.

### Wien
Saxonia und Teutonia II begründeten 1866 – im Jahr des Deutschen Krieges – den SC zu Wien. Mit Saxonia (1850), Alemannia (1862), Posonia (1869) und Symposion (1886) wurde er 1919 in den KSCV recipiert. Für die Aufnahme sorgten Gustav Gotthilf Winkel und Josef Neuwirth. Hinzu kamen:
- 1923 Hansea: 1908 als Konservative Fechtverbindung Ghibellinen an der Gewerbeschule Wien 10 gegründet. 1919/20 als Freies Corps Hanseaten an der Universität Wien. Seit 1923 Corps Hansea Wien.[15] Es spendete die Amtskette des Rektors, 2018 aus dem KSCV ausgeschlossen, jedoch nach wie vor Mitglied im Verband alter Corpsstudenten. Mitglieder sind Koloman Haslinger, Michael Hofmann, Martin Kirchschlager, Josef Neuwirth, Egon Reuer, Peter Roggenkämper, Heinrich Stremitzer und Josef Wastl.
- 1923 Cheruscia (1882): ging mit dem Anschluss Österreichs ein und erlosch 1989
- 1935 Hilaritas: aus der pennalen Burschenschaft Libertas hervorgegangen, 1935 nach der Auflösung des KSCV in den SC aufgenommen. 1960 wegen Mitgliedermangels suspendiert, 1961 in Saxonia aufgegangen, 2011 erloschen
- 1954 Hellas zu Wien: gestiftet 1880

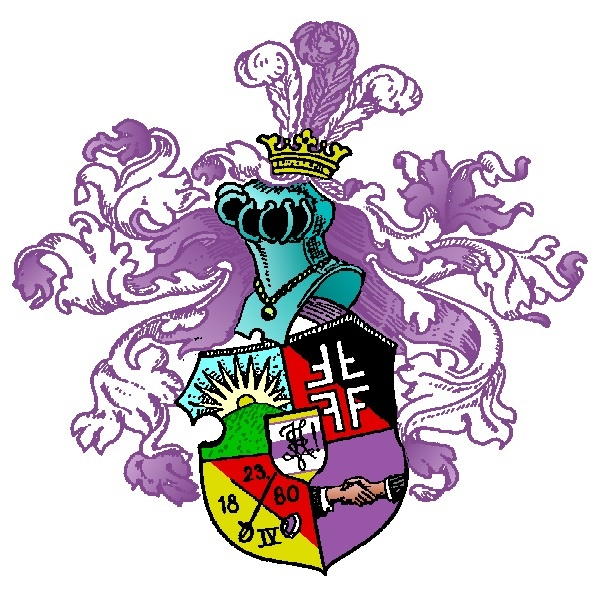
Hellas
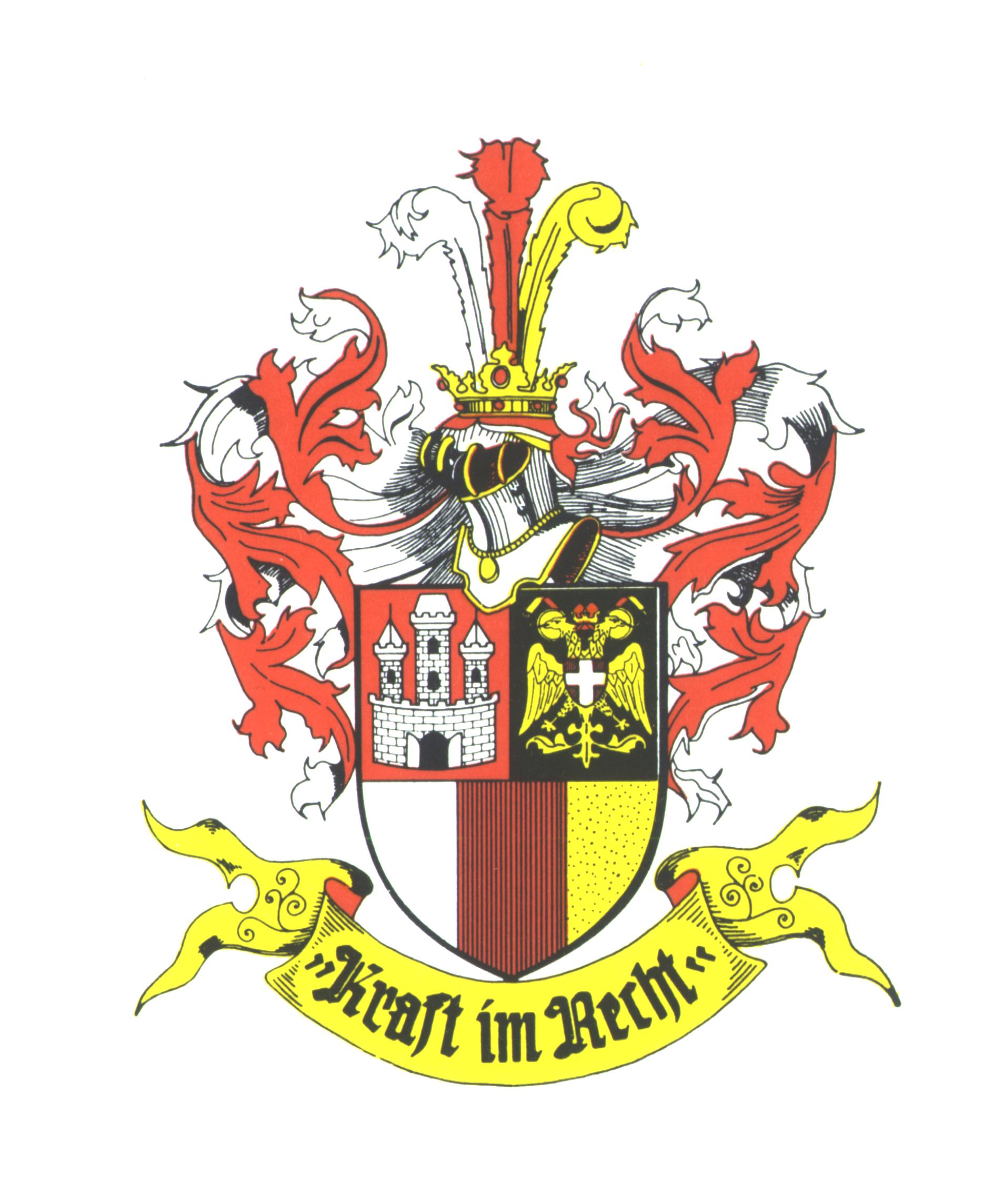
Posonia
Saxonia
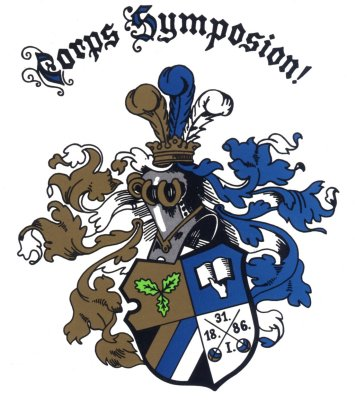
Symposion

## Österreichische Vororte
- 1960 Wien – Alemannia stellt beim oKC in Würzburg mit Dieter Waibel sp. Gothiae den ersten österreichischen Vorortsprecher.
- 1969 Graz – Arnulf Huber Saxoniae Wien, Teutoniae Graz ist Vorsitzender des oKC. Dabei ist auch der Steirische Landeshauptmann Josef Krainer senior.
- 1972 Innsbruck – mit den Innsbrucker Corps und dem Vorortsprecher Christoph Rittler (Athesia) reist der Rektor der Universität, der Jesuit Emerich Coreth, zum oKC.
- 1975 Leoben – Lambert Prohaska-Hotze Vandaliae Graz, Montaniae ist oKC-Vorsitzender. Begleitet wird er vom Rektor und vom Chor der Montanuniversität.
- 1984 Wien – Hellas stellt mit Adalbert Cramer den Vorortsprecher.
- 1995 Graz – Dietmar Preinstorfer Teutoniae Graz leitet nach der Rückkehr des oKC 1994 durch die deutsche Wiedervereinigung den ersten österreichischen Vorort in Bad Kösen.
- 2001 Leoben – Erz stellt mit Peter Berger erstmals den Vorsitzenden des oKC.
- 2011 Wien – Wolf-Rüdiger Mölzer Vandaliae Graz, Saxoniae Wien ist Vorortsprecher.

Die Arbeitsgemeinschaft österreichischer Corps richtete 1984 die Kösener Arbeitstagung in Eberbach aus.